# Kai Maria Steinkühler
Kai Maria Steinkühler (* 23. Oktober 1967 in Köln; † 11. Januar 2021 ebenda) war ein deutscher Filmemacher, Drehbuchautor, Schriftsteller und Schauspieler.

## Leben
Kai Maria Steinkühler studierte in Köln Ägyptologie, Afrikanistik, Anglistik und Germanistik. Nach einigen Jahren freier Theaterarbeit, u. a. bei CCQ unter der Leitung von Karin Beier, wandte er sich dem Schreiben und Filmemachen zu. Zusammen mit dem Autor und Filmemacher Markus Mischkowski arbeitete er ab 1996 am Kölner Westend-Zyklus und führte mit ihm Regie bei den Spielfilmen Westend (2001) und Weiße Ritter (2015). Westend hatte seine Uraufführung im Oktober 2001 bei den 35. Internationalen Hofer Filmtagen und seine internationale Festivalpremiere im Januar 2002 beim 31. International Filmfestival Rotterdam (IFFR). Der Film kam im Oktober 2003 unter dem Titel Westend - Geld spielt keine Rolle in die deutschen Kinos. Die DVD-Ausgabe erschien im Februar 2006 in der Edition Filmmuseum.
Steinkühler entwickelte zusammen mit Mischkowski in den Filmen Warteschleifen (2010) und Wolkenheime (2012) ein eigenes Konzept des Dokumentarspielfilms, bei dem die Schauspieler in einer inszenierten Interviewsituation improvisiertes eigenes Erzählen und Erleben mit Rollenvorgaben dokumentarisch-fiktiv vermischen. 2014/2015 war er Co-Autor und Co-Regisseur bei dem Kinospielfilm Weiße Ritter, der im Oktober 2015 bei den 49. Internationalen Hofer Filmtagen uraufgeführt wurde. Er spielte darin an der Seite von Markus Mischkowski und Steffi Gosejohann die Filmfigur Alfred.
Neben seiner Tätigkeit als Drehbuchautor und Regisseur arbeitete Steinkühler als Schauspieler und ging regelmäßig auf szenische Lesereisen mit verschiedenen Autoren. Er war Mitglied des Filmclub 813 und der „Kölner Gruppe“ und schrieb Lyrik und Belletristik: Ballnacht im Breisgau war der erste Teil eines Tiergedicht-Zyklus. Vor seinem Tod arbeitete er noch an dem Roman Sisu oder Sörgels Traum. 
Steinkühler starb 2021 im Alter von 53 Jahren. Seine Grabstätte befindet sich auf dem Kölner Melaten-Friedhof.

## Filmographie
- 1996: Westend,[5] Kurzfilm (Kölner Westend-Zyklus, Episode 1)
- 1998: Was tun, Kurzfilm (Kölner Westend-Zyklus, Episode 2)
- 2001: Westend,[5] Spielfilm (Kölner Westend-Zyklus, Episode 3)
- 2003: Wolga,[5] Kurzfilm (Kölner Westend-Zyklus, Episode 4)
- 2007: Waldmeister,[8] Kurzfilm (Kölner Westend-Zyklus, Episode 5)
- 2010: Wellenreiter,[9] Kurzfilm (Kölner Westend-Zyklus, Episode 6)
- 2010: Warteschleifen, Dokumentarspielfilm
- 2012: Wolkenheime, Dokumentarspielfilm
- 2012: 50 Jahre Oberhausener Missverständnis
- 2013: Der Pitch
- 2014: Wettbewerber, Kurzfilm (Kölner Westend-Zyklus, Episode 7)
- 2015: Weiße Ritter, Spielfilm (Kölner Westend-Zyklus, Episode 8)
- 2016: Der Wechsel, Kurzfilm

## Auszeichnungen
- 2005 Drehbuchpreis KölnFilm der Imhoff-Stiftung / FilmInitiativ Köln e.V. für das Drehbuch Southern Comfort (mit Markus Mischkowski)[10]
- 2014 Drehbuchpreis Münster.Land für das Treatment Lasset Rock sein - Hiltrup to Hell (mit Markus Mischkowski)[11]
- 2016 Jury-Preis und 3. Publikumspreis für den Kurzfilm Der Wechsel (mit Markus Mischkowski)
- 2017 FBW-Prädikat Besonders wertvoll für den Kurzfilm Der Wechsel (mit Markus Mischkowski)
- 2017 1. Preis des NRW-Wettbewerbs der 63. Internationalen Kurzfilmtage Oberhausen für den Kurzfilm Der Wechsel (mit Markus Mischkowski)